# Arno Steffenhagen
Arno Steffenhagen (* 24. září 1949, Berlín) je bývalý německý fotbalista, útočník.

## Fotbalová kariéra
Hrál postupně za týmy Hertha BSC, jihoafrický Hellenic FC, nizozemský Ajax Amsterdam, Hamburger SV a FC St. Pauli. Kariéru zakončil v severoamerické North American Soccer League v týmech Chicago Sting, Toronto Blizzard a Vancouver Whitecaps. S Hamburger SV vyhrál v roce 1977 Pohár vítězů pohárů a s týmem Chicago Sting vyhrál v roce 1981 North American Soccer League. V Poháru vítězů pohárů nastoupil ve 12 utkáních a dal 2 góly a v Poháru UEFA nastoupil ve 2 utkáních. V Superpoháru UEFA nastoupil v 1 utkání. Za západoněmeckou reprezentaci nastoupil v roce 1971 v přátelském utkání s Mexikem. 

## Ligová bilance
| Ročník                                    | Zápasy | Góly | Klub                |
| ----------------------------------------- | ------ | ---- | ------------------- |
| Německá fotbalová Bundesliga 1968/1969    | 34     | 5    | Hertha BSC          |
| Německá fotbalová Bundesliga 1969/1970    | 34     | 4    | Hertha BSC          |
| Německá fotbalová Bundesliga 1970/1971    | 32     | 9    | Hertha BSC          |
| Německá fotbalová Bundesliga 1971/1972    | 32     | 8    | Hertha BSC          |
| Eredivisie 1973/1974                      | 8      | 2    | Ajax Amsterdam      |
| Eredivisie 1974/1975                      | 19     | 6    | Ajax Amsterdam      |
| Eredivisie 1975/1976                      | 31     | 11   | Ajax Amsterdam      |
| Německá fotbalová Bundesliga 1976/1977    | 32     | 13   | Hamburger SV        |
| Německá fotbalová Bundesliga 1977/1978    | 19     | 0    | Hamburger SV        |
| North American Soccer League 1978         | 12     | 13   | Chicago Sting       |
| 2. německá fotbalová Bundesliga 1978/1979 | 8      | 4    | FC St. Pauli        |
| North American Soccer League 1979         | 1      | 0    | Chicago Sting       |
| North American Soccer League 1980         | 28     | 15   | Chicago Sting       |
| North American Soccer League 1981         | 28     | 17   | Chicago Sting       |
| North American Soccer League 1982         | 28     | 13   | Chicago Sting       |
| North American Soccer League 1983         | 14     | 0    | Toronto Blizzard    |
| North American Soccer League 1987         | 8      | 2    | Vancouver Whitecaps |
| CELKEM Německá fotbalová Bundesliga       | 181    | 39   |                     |
| CELKEM Eredivisie                         | 77     | 24   |                     |